# Voja
Voja (Voia)
Voja románul: Voia, település Romániában, Erdélyben, Hunyad megyében.

## Fekvése
Algyógytól északnyugatra fekvő település.

## Története
Voja, Volya nevét 1509-ben, majd 1511-ben p. Wolya néven említette először oklevél.
1733-ban Voj, 1750-ben Boje, Voje, 1760–1762 között és 1808-ban, valamint 1913-ban Voja néven írták.
1518-ban v. Woya néven írták, és ekkor Al-Diód vár tartozéka volt.
A trianoni békeszerződés előtt Hunyad vármegye Algyógyi járásához tartozott.
1910-ben 563 lakosából 3 magyar, 560 román volt. Ebből 560 görögkeleti ortodox volt.

## Források

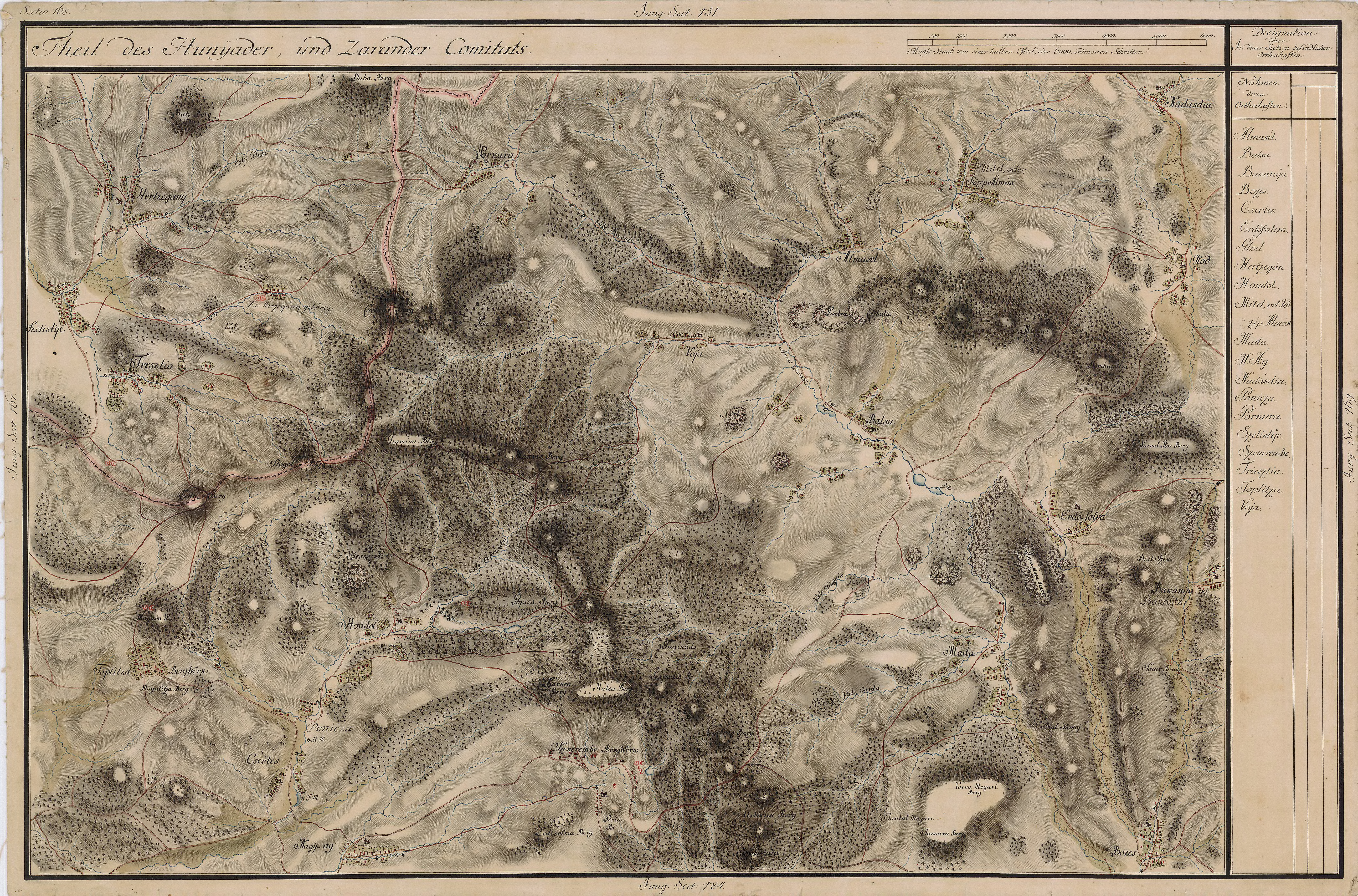
Voja egy régi térképen